# Michael Freund
Michael Freund est un meneur allemand spécialisé en attelage à quatre chevaux. Régulièrement sur les podiums nationaux et internationaux, il a notamment été champion du monde par équipe en 1992, ainsi qu'aux Jeux équestres mondiaux de 1994 en individuel et par équipe, en 2004 en individuel et aux Jeux équestres mondiaux de 2006 par équipe,. Il est l'entraîneur l'équipe américaine d'attelage. 